# Peter Yorck von Wartenburg

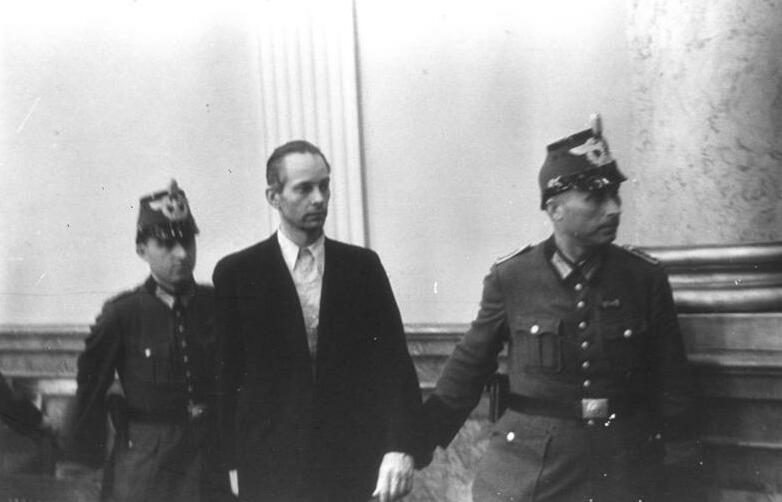
Yorck von Wartenburg llevado al Volksgerichtshof.

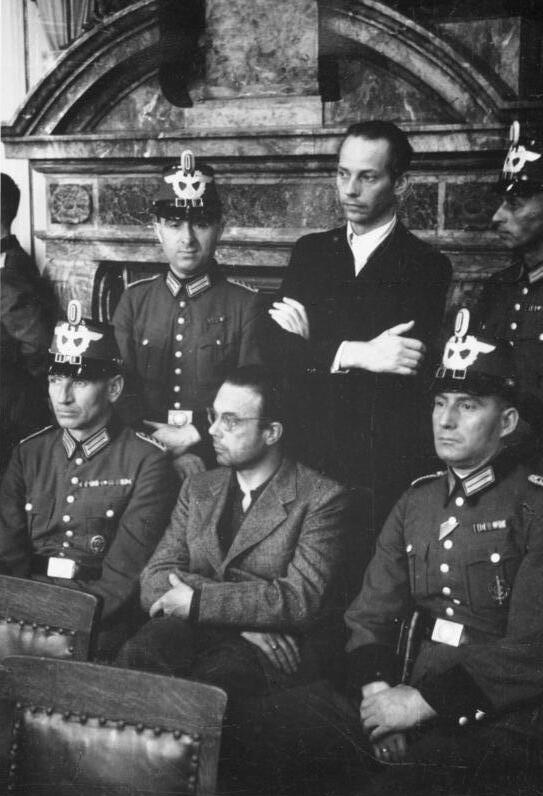
Sentenciado por el juez Roland Freisler (de pie en el centro).

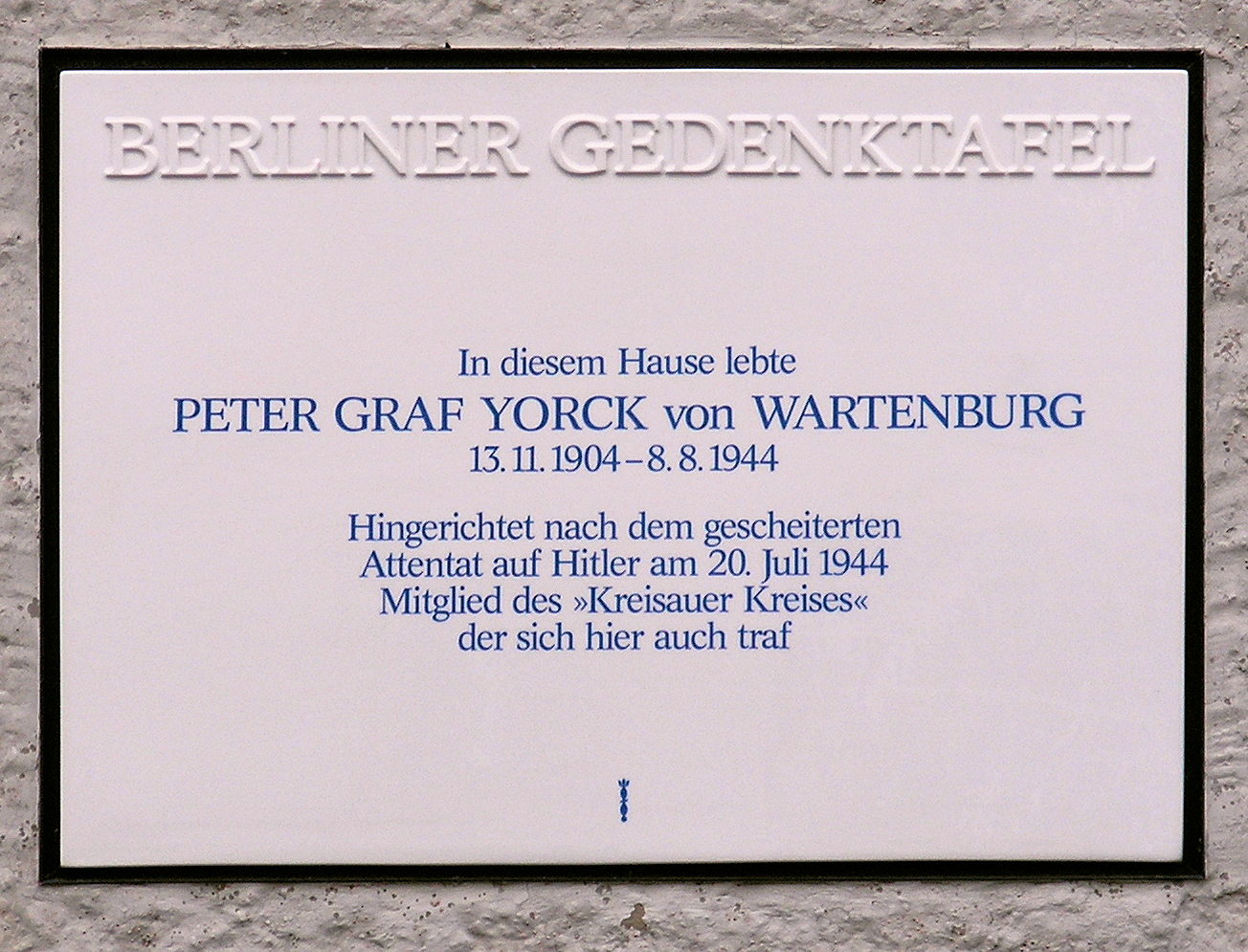
Placa recordatoria en su casa de Berlín.

El Conde Peter Yorck von Wartenburg, en alemán Peter Graf Yorck von Wartenburg (Klein Öls [Oleśnica Mała], Silesia, 13 de noviembre de 1904-Prisión de Plötzensee, Berlín, 8 de agosto de 1944), fue un noble y jurista alemán miembro de la resistencia alemana al nazismo, ejecutado en 1944. Fue uno de los líderes del Círculo de Kreisau (Kreisauer Kreis) y fue ejecutado por su implicación en el complot del 20 de julio de 1944 contra Adolf Hitler.

## Biografía
Descendiente del general príncipe Luis Fernando de Prusia (1772-1806) y de Ludwig Yorck von Wartenburg, fue el nieto del filósofo Paul Yorck von Wartenburg y se casó en 1930 con Marion Winter, quien sería su biógrafa.
Peter Graf Yorck von Wartenburg nació el 13 de noviembre de 1904 como el quinto de los diez hijos de Heinrich Graf Yorck y su esposa, de soltera Freiin von Berlichingen. Estudió Derecho y Política en Bonn y Breslau de 1923 a 1926. Se doctoró en Breslau en 1927. Perteneció a la Studentenverbindung Corps Borussia Bonn.
De 1927 a 1930 trabajó como Referendar en tribunales en Berlín y Silesia. En 1930 se casó con Marion Winter, una jurista que se había doctorado. De 1930 a 1932 trabajó como asesor de justicia en Oppeln (hoy Opole, Polonia) y en un bufete de abogados en Berlín. Desde 1932 trabajó como abogado para la Osthilfe, un programa gubernamental para reducir la deuda agrícola en Prusia Oriental. De 1934 a 1936 trabajó para el municipio de Breslau. De 1936 a 1942 trabajó en la autoridad del comisario del Reich para la formación de precios y estuvo especialmente comprometido con la protección de los intereses de los consumidores.
Al resistirse a afiliarse al Partido Nazi dejó de ser promovido en sus cargos a partir de 1938. A través de su estrecha amistad con Helmuth James Graf von Moltke, entró en contacto con varios opositores al régimen, como el primo de Moltke Berthold von Stauffenberg y Adam von Trott zu Solz, además de Fritz-Dietlof von der Schulenburg y Ulrich Wilhelm Graf Schwerin von Schwanenfeld.[cita requerida] Tomó parte en discusiones acerca de una nueva constitución después del derrocamiento de Hitler. En 1939 tomó parte en la invasión alemana de Polonia. En la invasión murieron dos de sus hermanos, y eso hizo más firme su decisión de resistir al régimen nazi. En el mismo año pudo regresar a Berlín, siendo clasificado como insustituible.
En 1940 frecuentemente intercambió cartas con Helmuth James Graf von Moltke sobre un futuro Estado sin Hitler. Cuando incluyeron a otras personas en sus discusiones, fundaron el movimiento conocido como el Círculo de Kreisau. También formaron parte del grupo Adam von Trott zu Solz, Eugen Gerstenmaier, Carlo Mierendorff, Adolf Reichwein, Horst von Einsiedel, Hans Bernd von Haeften y Theodor Haubach. El grupo pretendió nombrar a Wilhelm Leuschner vicecanciller y a Peter Graf Yorck von Wartenburg su secretario de Estado.
En 1942 Yorck fue despedido de su puesto de trabajo en la autoridad del comisario del Reich para la formación de precios. También en 1942, Yorck fue declarado no apto por una lesión de sus discos intervertebrales. Desde entonces trabajó para un ramo del Oberkommando der Wehrmacht (Alto Mando de la Fuerza de Defensa). Cuando la vivienda de Moltke fue bombardeada en 1943, se mudó a la de Yorck en Berlín. Tras el arresto de Moltke con su primo Claus von Stauffenberg, Yorck comenzó a planear la Operación Valquiria para eliminar a Adolf Hitler.
Al fracasar el complot del 20 de julio, Yorck fue arrestado en la noche del 20 y 21 de julio de 1944 y condenado a muerte por el Volksgerichtshof el 8 de agosto de 1944. Fue ejecutado el mismo día en la Prisión de Plötzensee.